# دنزر (ویسکانسین)
دنزر (به انگلیسی: Denzer) یک منطقهٔ مسکونی در ایالات متحده آمریکا است که در شهرستان ساوک، ویسکانسین واقع شده‌است. دنزر ۲۴۵٫۰۶ متر بالاتر از سطح دریا واقع شده‌است.